# Питрагс

Церковь в Питрагсе

Пи́трагс (латыш. Pitrags, лив. Pitrõg) — ливское село в Латвии. Расположено в Колкской волости Дундагского края.
Впервые упоминается в исторических источниках в 1582 году.
В селе расположена церковь, построенная баптистской общиной в 1902 году.